# Иараджулеби
Иараджулеби (груз. იარაჯულები) — село в Грузии, на территории Тианетского муниципалитета края (мхаре) Мцхета-Мтианети.

## География
Село находится в центральной части Грузии, на правом берегу реки Кусно (бассейн Иори), на расстоянии приблизительно 6 километров (по прямой) к северо-западу от посёлка городского типа Тианети, административного центра муниципалитета. Абсолютная высота — 1221 метр над уровнем моря.

## Население
По результатам официальной переписи населения 2014 года в Иараджулеби проживало 123 человека (64 мужчины и 59 женщин). В национальной структуре населения грузины составляли 100 %.
| Год  | Население, человек |
| ---- | ------------------ |
| 2002 | 178                |
| 2014 | ↘ 123              |